# Индезит
Индезит (на италиански: Indesit Company) е 2-рата по оборот в Европа и 5-а в света компания за електродомакинска техника, със седалище във Фабриано, Италия.
Произвежда и продава перални, съдомиялни, хладилници, фризери и електрически плотове. Indesit Company е лидер на пазара в Италия, Великобритания, Русия, Португалия, Румъния, България и Украйна и е водеща компания във Франция, Полша, Турция, Чехия, Унгария и Гърция.
Основана е през 1975 г. от Виторио Мерлони, настоящ председател на Борда на директорите на компанията. От 1987 г. групата е листвана на Миланската фондова борса.
Indesit Company разполага с 16 завода в Италия, Полша, Великобритания, Русия и Турция и 24 представителства по целия свят и има над 16 000 служители. Основните търговски марки на Indesit Company са Indesit, Hotpoint-Ariston и Scholtès.

## История
Компанията е създадена през 1975 г. от Виторио Мерлони с името Merloni Elettrodomestici SpA.
През осемдесетте години на 20 век, след придобиването на конкурентни италиански компании от чуждестранни производители на електроуреди, Merloni Elettrodomestici SpA се превръща във водещ производител на домакински електроуреди в Италия.
През 1981 Merloni Elettrodomestici навлиза в труден период, който приключва през 1984 г., когато Виторио Мерлони прекратява договора си като президент на Confindustria (съюз на работодателите в Италия) и отново поема ръководството на компанията. Последвалият ръст в приходите и печалбите на фирмата подтиква семейството да листва компанията на италианската фондова борса.
През 1987 г. Merloni Elettrodomestici придобива най-големия си съперник – Indesit (основана в Торино като Industria Elettrodomestici Spirea Italia SpA през 1953 г.), компания убедително представена на международните пазари, както и 33% от Philco Italy. През 2005 г. Merloni Elettrodomestici е преименувана на Indesit Company SpA.
Година по-късно оборотът на компанията достига 1.059 млрд. долара, което я нарежда на четвърто място сред производителите на домакински електроуреди в Европа. Скоро след това, през 1989 г., Merloni придобива френския производител на електроуреди Scholtès.
През 1990 Merloni закупува 7% от акциите на доставчика на стоманени тръби Marcegaglia. През същата година за компанията работят около 6000 души, включително в представителствата ѝ във Франция, Португалия и Русия.
През 1994 г. оборотът на Merloni е 1920 млрд. лири, а пазарният ѝ дял в Европа достига 10%. Следващата година е белязана със закупуването на една трета от капитала на Star S.p.A. (Società Trevigiana Apparecchi Riscaldamento), производител на кухненски абсорбатори с марка Conegliano Veneto. Цялостното придобиване на Star S.p.A. приключва през 2003 г.
През 1999 г. Fineldo, холдингът на Merloni, купува Panini, италиански производител на стикери, а през 2000 г. и останалата част от капитала на Philco, както и руския производител на домакински електроуреди Stinol.
През 2001 г. Indesit е купена от британската компания Hotpoint за 121 млн. фунта стерлинги.
Скоро след това, през 2002 г., компанията навлиза в сектора на потребителската електроника, чрез закупуването на Sinudyne.
През февруари 2005 г. името на Merloni Elettrodomestici е променено на Indesit Company. Причина за това е фактът, че Indesit е най-познатата продуктова марка на фирмата извън Италия.
В началото на 2007 г. Indesit Company представя новата стилистика на групата: обединяването на Hotpoint и Ariston ражда новата марка Hotpoint-Ariston.
През 2010 г. Андреа Мерлони наследява баща си Виторио като председател на компанията. На 9 юни компанията обявява плановете си да инвестира 120 милиона евро за периода 2010 – 2012 г. с цел укрепване на позициите си в Италия и закриването на заводите Brembate в Бергамо и Refrontolo в Тревизо.
През май 2011 г. компанията подписва спонсорски споразумения с лондонския футболен клуб „Арсенал“.
През 2014 г. корпорацията Whirlpool се съгласява да заплати 758 млн. евро за закупуването на 60% от акциите на Indesit и нейния притежател Hotpoint, за да разшири дейността си извън вътрешния пазар на САЩ.
През 2022 г. Whirlpool Corporation и Arçelik постигат споразумение да обединят европейските си предприятия за производство на битова техника. 75% от новото предприятие ще принадлежат на Ardutch NV, дъщерна компания на Arçelik, а 25% – на Whirlpool.

## Продажби
През 2012 г. продажбите на Indesit достигат 2,9 млрд. евро. Indesit Company разполага с 8 производствени бази, 3 от които са в Италия (Фабриано, Комунанца и Казерта) и 5 са в Полша (2), Великобритания, Русия и Турция, с щат от общо 16 хил. души.

## Фирмени марки
- Indesit
- Hotpoint-Ariston
- Scholtès
- Stinol
- Termogamma
- Ariston (предишна, сега обединена с Hotpoint)